# Імамутдінов Магсум Імамутдінович
Магсум Імамутдінович Імамутдінов (1898 — 11 березня 1945) — сапер 76-го окремого штурмового інженерно-саперного батальйону 16-ї штурмової інженерно-саперної бригади 1-го Українського фронту, рядовий. Герой Радянського Союзу (1945).

## Біографія
Народився в 1898 році в селі Кизил-Яр Бірського повіту Уфимської губернії (нині Янаульського районуБашкортостану) в селянській родині. Татарин. Освіта початкова. Працював теслею в колгоспі «Буй» Янаульського району.
В Червону Армію призваний 30 жовтня 1941 року Янаульським райвійськкоматом Башкирської АРСР. На фронтах Другої світової війни з лютого 1942 року.

## Подвиг
Сапер 76-го окремого штурмового інженерно-саперного батальйону (16-а штурмова інженерно-саперна бригада, 1-й Український фронт) Імамутдінов М. І. здійснив подвиг при спорудженні 30-тонного мосту через річку Одер в районі населеного пункту Грошовиц (Грошовице, нині в межах міста Ополе, Польща).
2 лютого 1945 року Магсум Імамутдінов разом з іншими бійцями, стоячи в холодній воді, встановлював рамні опори на фарватері річки. Коли в результаті сильного артилерійського і мінометного вогню противника лід на річці був розбитий, і установка рам без плавзасобів виявилася неможливою, — М.І. Імамутдінов кинувся в крижану воду і разом з іншими бійцями, які послідували його прикладу, встановив раму на місце. Завдяки цьому збірка моста для пропуску важкої бойової техніки і піхоти була закінчена достроково.
Указом Президії Верховної Ради СРСР від 10 квітня 1945 року за зразкове виконання завдань командування і проявлені мужність і героїзм у боях з німецько-фашистськими загарбниками червоноармійцеві Імамутдінову Магсуму Імамутдіновичу присвоєно звання Героя Радянського Союзу.
Проте, 11 березня 1945 року в одному з боїв М. Імамутдінов загинув.
Похований в селі Хальбендорф, нині дзельниця Półwieś польського міста Ополе.

## Нагороди
- Медаль «Золота Зірка» Героя Радянського Союзу (10.04.1945).
- Орден Леніна (10.04.1945).
- Медаль «За відвагу» (02.09.1944).